# Distrito electoral federal 2 de Colima
El II Distrito Electoral Federal de Colima es uno de los 300 distritos electorales en los que se encuentra dividido el territorio de México para la elección uninominal de diputados federales y uno de los 2 que integran el estado de Colima. Su cabecera es la ciudad de Manzanillo.
Desde la distritación de 2017, se integra por los municipios de Armería, Ixtlahuacan, Manzanillo, Minatitlán y Tecomán.

## Distritaciones anteriores

### Distritación 1996 - 2005
De 1996 a 2005 el II Distrito está integrado exactamente de la misma manera, a excepción que entonces formaba parte de su territorio el Municipio de Ixtlahuacán, desde 2005 correspondiente al Distrito I.

### Distritación 2005 - 2017
Según el proceso de redistritación llevado a cabo en 2005 está formado por los municipios de Armería, Manzanillo, Minatitlán y Tecomán.

## Diputados por el distrito
| Diputado                                                                     | Grupo parlamentario | Legislatura  | Periodo     |
| ---------------------------------------------------------------------------- | ------------------- | ------------ | ----------- |
| Ramón González                                                               |                     | II III       | 1861 - 1865 |
| Miguel Orozco Anguiano                                                       |                     | IV           | 1867 - 1868 |
| Vacante                                                                      | Vacante             | V VI VII     | 1869 -1875  |
| Ricardo Orozco                                                               |                     | VIII         | 1875 - 1878 |
| Vacante                                                                      | Vacante             | IX           | 1878 - 1880 |
| Ignacio Alcalá                                                               |                     | X XI XII     | 1880 - 1886 |
| Francisco C. Palencia                                                        |                     | XIII         | 1886 - 1888 |
| Jesús María Cerda                                                            |                     | XIV          | 1888 - 1890 |
| Francisco C. Palencia                                                        |                     | XV XVI XVII  | 1890 - 1896 |
| Ignacio M. Escudero                                                          |                     | XVIII XIX XX | 1896 - 1902 |
| En 1902, los distritos I y II de Colima son fusionados en un distrito único. |                     |              |             |
| Salvador Vizcarra                                                            |                     | XXX          | 1922 - 1924 |
| José Llerenas                                                                |                     | XXXI         | 1924 - 1926 |
| Francisco J. Silva                                                           |                     | XXVII XXXIII | 1926 - 1930 |
| Blas Dueñas                                                                  |                     | XXXIV        | 1930 - 1932 |
| Daniel Cárdenas Mora                                                         |                     | XXXV         | 1932 - 1934 |
| Arturo Gómez Mancilla                                                        |                     | XXXVI        | 1934 - 1937 |
| Pablo Silva Torres                                                           |                     | XXXVII       | 1937 - 1940 |
| Jesús Michel Espinosa                                                        |                     | XXXVIII      | 1940 - 1943 |
| Carlos Alcaraz Ahumada                                                       |                     | XXXIX        | 1943 - 1946 |
| Jesús Michel Espinosa                                                        |                     | XL           | 1946 - 1949 |
| Salvador González Ventura                                                    |                     | XLI          | 1949 - 1952 |
| Jesús Robles Martínez                                                        |                     | XLII         | 1952 - 1955 |
| Roberto Pizano Saucedo                                                       |                     | XLIII        | 1955 - 1958 |
| Jorge Lang Islas                                                             |                     | XLIV         | 1958 - 1961 |
| Alfredo Ruiseco Avellaneda                                                   |                     | XLV          | 1961 - 1964 |
| Rafael Cordera Paredes                                                       |                     | XLVI         | 1964 - 1967 |
| Ramiro Santana Ugarte                                                        |                     | XLVII        | 1967 - 1970 |
| José Ernesto Díaz López                                                      |                     | XLVIII       | 1970 - 1973 |
| Jorge Armando Gaytán Gudiño                                                  |                     | XLIX         | 1973 - 1976 |
| Fernando Moreno Peña                                                         |                     | L            | 1976 - 1979 |
| Arnoldo Ochoa González                                                       |                     | LI           | 1979 - 1982 |
| Ramón Serrano García                                                         |                     | LII          | 1982 - 1985 |
| Alfonso Santos Ramírez                                                       |                     | LIII         | 1985 - 1988 |
| Juan Mesina Alatorre                                                         |                     | LIV          | 1988 - 1991 |
| Graciela Larios Rivas                                                        |                     | LV           | 1991 - 1994 |
| Cecilio Lepe Bautista                                                        |                     | LVI          | 1994 - 1997 |
| Librado Silva García                                                         |                     | LVII         | 1997 - 2000 |
| Roberto Preciado Cuevas                                                      |                     | LVIII        | 2000 - 2003 |
| Rogelio Rueda Sánchez                                                        |                     | LIX          | 2003 - 2006 |
| Nabor Ochoa López                                                            |                     | LX           | 2006 - 2009 |
| Carlos Cruz Mendoza                                                          |                     | LXI          | 2009 - 2012 |
| Francisco Alberto Zepeda González                                            |                     | LXII         | 2012 - 2015 |
| Eloísa Chavarrías Barajas                                                    | [ a ]               | LXIII        | 2015 - 2018 |
| Indira Vizcaíno Silva                                                        |                     | LXIV         | 2018        |
| Rosa María Bayardo Cabrera                                                   |                     | LXIV LXV     | 2018 -      |

## Resultados electorales

### 2018
|  | 16.78 % |

|  | 26.26 % |

|  | 53.28 % |

|  | 0.05 % |

|  | 3.61 % |

|  | 100.00 % |

### 2009
| Elecciones federales de 2009 | Elecciones federales de 2009                                   | Elecciones federales de 2009 | Elecciones federales de 2009  | Elecciones federales de 2009 | Elecciones federales de 2009 |
| Partido/Coalición            | Partido/Coalición                                              | Candidato                    | Candidato                     | Votos                        | Porcentaje                   |
| ---------------------------- | -------------------------------------------------------------- | ---------------------------- | ----------------------------- | ---------------------------- | ---------------------------- |
|                              | Partido Acción Nacional Asociación por la Democracia Colimense |                              | Virgilio Mendoza Amezcua      | 52,483                       | 43.67%                       |
|                              | Partido Revolucionario Institucional                           |                              | Carlos Cruz Mendoza Hecho     | 53,215                       | 44.28%                       |
|                              | Partido de la Revolución Democrática                           |                              | José Antonio Salazar González | 2,704                        | 2.25%                        |
|                              | Coalición Salvemos a México (PT, Convergencia)                 |                              | Gabriel Martínez Campos       | 2,155                        | 1.78%                        |
|                              | Partido Verde Ecologista de México                             |                              | Giannina Macías Mondragón     | 4,841                        | 4.02%                        |
|                              | Partido Nueva Alianza                                          |                              | Oscar Meillón Cortés          | 1,027                        | 0.85%                        |
|                              | Partido Socialdemócrata                                        |                              | Miguel Ángel Sánchez Núñez    | 256                          | 0.21%                        |